# Clubbing for Columbine
 (octobre 2018).
Si vous disposez d'ouvrages ou d'articles de référence ou si vous connaissez des sites web de qualité traitant du thème abordé ici, merci de compléter l'article en donnant les références utiles à sa vérifiabilité et en les liant à la section « Notes et références ».
Albums de Columbine
2K16
(2014) Enfants terribles
(2017)
Singles
1. Mandragore
Sortie : 18 octobre 2015
2. Dom Pérignon
Sortie : 1er novembre 2015
3. Fleurs du mal
Sortie : 29 novembre 2015
4. Les Prélis
Sortie : 1er janvier 2016

Clubbing for Columbine est le premier album studio du groupe français Columbine, sorti le 1er janvier 2016 sur leur propre label Columbine 2k16. Édité en CD à 500 exemplaires à sa sortie, l'album sera réédité en Janvier 2018 en CD puis le 17 Décembre 2018 en vinyle.

## Liste des titres
| No  | Titre                  | Interprète(s)                  | Durée |
| --- | ---------------------- | ------------------------------ | ----- |
| 1.  | L'école                |                                | 1:08  |
| 2.  | Clubbing for Columbine | Foda C, Yro & Lujipeka         | 5:00  |
| 3.  | Avalanches             | Foda C, Yro & Lujipeka         | 3:43  |
| 4.  | Blue Velvet            | Lujipeka                       | 2:46  |
| 5.  | Littleton              | Lujipeka, Foda C, Yro          | 3:21  |
| 6.  | Zone 51                | Foda C, Yro, Lorenzo, Sully    | 6:07  |
| 7.  | Fleurs du mal          | Lujipeka & Yro                 | 3:42  |
| 8.  | Les Prélis             | Foda C, Lujipeka               | 5:04  |
| 9.  | 2k17                   | Foda C, Yro & Lujipeka         | 3:44  |
| 10. | Dom Pérignon           | Foda C, Lujipeka, Yro & Chaman | 4:47  |
| 11. | Ballade sauvage        | Foda C & Yro                   | 3:15  |
| 12. | Document 1             | Yro                            | 3:45  |
| 13. | Main propre            | Foda C, Lujipeka & Yro         | 3:22  |
| 14. | Mandragore             | Foda C, Sully                  | 4:41  |
| 15. | Retour IRL             | Foda C                         | 5:16  |
| 16. | Éléphant               | Lujipeka, Yro & Foda C         | 5:02  |

## Classement hebdomadaire
| Classement (2016)            | Meilleure position |
| ---------------------------- | ------------------ |
| Belgique (Wallonie Ultratop) | 160                |